# Rio Ibirubá
Rio Ibirubá är ett vattendrag i Brasilien.   Det ligger i delstaten Rio Grande do Sul, i den södra delen av landet, 1 500 km söder om huvudstaden Brasília.
Trakten runt Rio Ibirubá består till största delen av jordbruksmark. Runt Rio Ibirubá är det glesbefolkat, med 11 invånare per kvadratkilometer.